# Station Dovercourt
Dovercourt is een spoorwegstation van National Rail in Dovercourt, Tendring in Engeland. Het station is eigendom van Network Rail en wordt beheerd door Greater Anglia. 

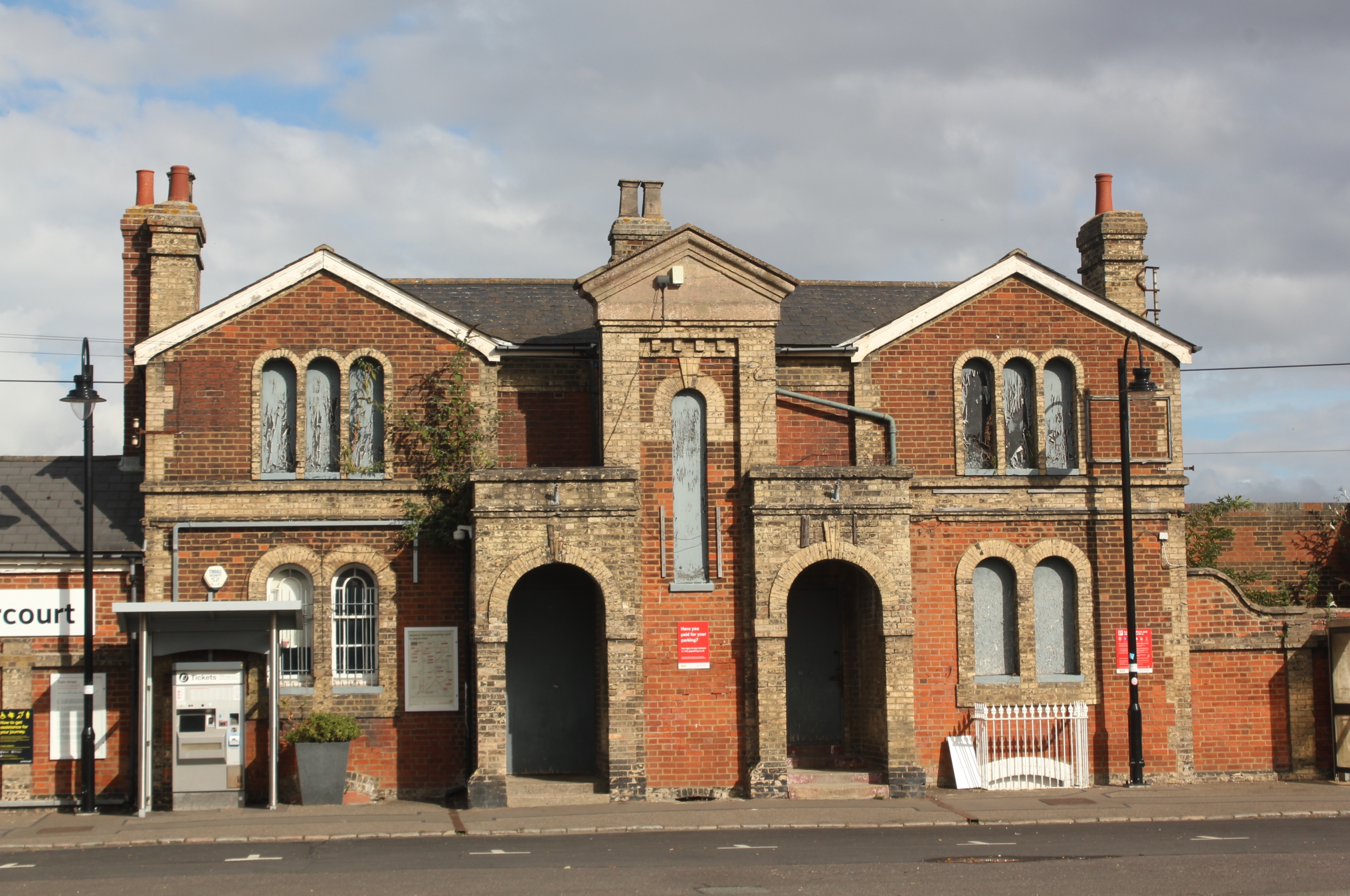
Stationsgebouw, 2024 (niet meer bemensd)
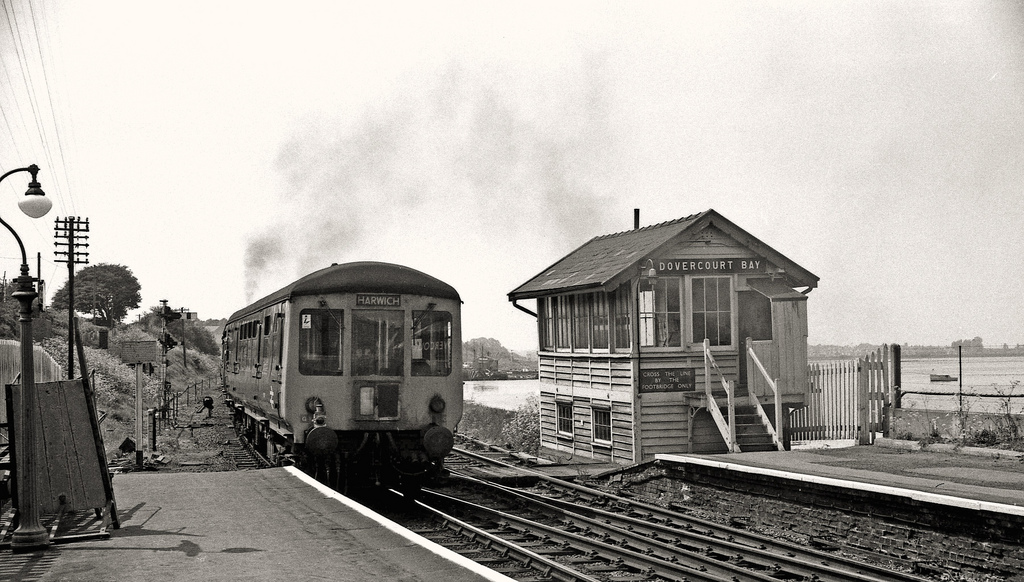
Seinhuis, 1970